# 摩刻南溫泉
摩刻南溫泉位於臺灣台東縣海端鄉，該溫泉源自新武呂溪上游，其水源來自該溪的鐘乳石岩洞。

## 泉質
水溫62-87℃左右，酸鹼值約為pH7.4，屬於鹼性碳酸泉。

## 特色
屬於野溪溫泉的摩刻南溫泉，最大源頭來自四公尺高的鐘乳石大石洞。該處泉質溫度較高，須與較下流之河水溪谷溪泡。

## 交通
- 大眾運輸
  - 臺東市區之鼎東客運往利稻方向搭至霧鹿橋下車，不過班次不多。
- 開車：
  - 台九線至池上後，轉20號甲，直至碧山溫泉[3]，該溫泉距離碧山溫泉僅800公尺。